# Pińczów (gromada)
Pińczów (do 30 XII 1961 Brzeście) – dawna gromada, czyli najmniejsza jednostka podziału terytorialnego Polskiej Rzeczypospolitej Ludowej w latach 1954–1972.
Gromady, z gromadzkimi radami narodowymi (GRN) jako organami władzy najniższego stopnia na wsi, funkcjonowały od reformy reorganizującej administrację wiejską przeprowadzonej jesienią 1954 do momentu ich zniesienia z dniem 1 stycznia 1973, tym samym wypierając organizację gminną w latach 1954–1972.
Gromadę Pińczów z siedzibą GRN w mieście Pińczów (nie wchodzącym w jej skład) utworzono 31 grudnia 1961 w powiecie pińczowskim w woj. kieleckim w związku ze zmianą nazwy gromady Brzeście (której siedziba już od 31 grudnia 1959 znajdowała się w Pińczowie) na gromada Pińczów.
W 1965 roku gromada miała 27 członków gromadzkiej rady narodowej.
Gromada przetrwała do końca 1972 roku, czyli do kolejnej reformy gminnej. 1 stycznia 1973 reaktywowano zniesioną w 1954 roku gminę Pińczów.